# マイク・バイソン
マイク・バイソン (Mike Bison) または M.バイソン (M. Bison) は、カプコンの対戦型格闘ゲーム『ストリートファイター』シリーズに登場する架空の人物。

## 概要
『ストリートファイターII』（以下『ストII』と表記）で初登場。初登場時はCPU専用の敵キャラクターだったが、『ストリートファイターII'』（以下『II'』と表記）よりプレイヤーキャラクターとして使用可能になった。
実在するプロボクサーのマイク・タイソンがモデルであるため、肖像権などの問題により、欧米版では名前をBalrog（バルログ）と変更されている。欧米でM. Bisonというと、日本版でのベガのことをさす。
初代『ストリートファイター』には、バイソンに容姿と設定が似たアメリカ出身の黒人ボクサーとして「マイク」が登場しているが、公式の解答においてもバイソンと同一人物である説と別人である説の両方が存在している。あきまんは「『ストII』が発売された1991年当時、世間に漂っていたボクサーのイメージ像を盛り込んだキャラクターであり、マイクの延長線上を意識してデザインした」と語っている。後に『ストリートファイターV』公式サイト内の1コーナー「シャドルー格闘家研究所」にてバイソンとは異なるマイクのプロフィールが発表され、改めて両者は別人であることが明言された。
なお、マイク・バイソンは欧米では名前が「Balrog」になっているが、初代『ストリートファイター』のマイクは欧米でも名前が「Mike」のままである。

## キャラクターの設定
『ストII』におけるボスキャラクター・シャドルー四天王の一番手を務める、アメリカ代表の黒人ボクサー。年齢不詳であるベガを除くと四天王の中では最年少である。
スラム街の貧しい家庭に末っ子として生まれる。喧嘩に明け暮れる毎日を過ごしていたが、一攫千金を夢みてヘビー級のプロボクサーとなった。ボクサーとしての訓練を受ける金がなかったため、ファイトスタイルは我流。インサイドワークなどは無視し、相手に突撃して力任せに殴りつけるだけの非常に荒っぽい戦法を好む。
かつてはチャンピオンに君臨していた時期もあったが、手加減することを知らずに数々の対戦相手を再起不能にしたため、対戦カードを組まれなくなりボクシング界から追放される。やがてラスベガスのカジノのホールを本拠地として賭け試合で金を稼ぐようになり、『ストリートファイターZERO3』（以下『ZERO3』と表記）では、場末の酒場やカジノで用心棒をしていたところをベガに多額の報奨金を約束されてシャドルーに入ったとされている。シャドルーが壊滅してからは消息不明になり、地下でギャンブルと酒にまみれた荒んだ生活を送っていたが、ベガの復活とともに再び姿を現す。
髪に大きく入ったイニシャルのMの字のように見える剃り込みがトレードマーク。作品やイラストによっては前歯が欠けて描かれる場合も多い。青系のシャツとトランクスに、赤系のグローブ、茶色のシューズ（紐と靴底の色は服の色と同じ）を着用している。
頭は悪いがパンチ力は世界一という設定。ケンからは「やつはただのバカだよ。破壊力だけなら人間のそれを超えているけどね」と評されている。
表舞台の異種格闘技大会では『ストリートファイターIII』（以下『ストIII』と表記）のアレックスと対戦した際、1ラウンド目に23発ものパンチを浴びせるものの、2ラウンド目にロングフックを喰らいKO負けを喫する。これに限らず、他のキャラクターのストーリーや、アニメ・漫画など他のメディアにおいてもかませ犬的な扱いを多くされる。
『ストII』シリーズの設定では、乱暴な性格である一方で純粋にチャンピオンを目指すという姿勢が見られ、『II'』と『ストリートファイターII' TURBO』（以下『II'ターボ』と表記）のエンディングでは世界一の座について歓喜の涙を流しているほか、全国の子供たちに夢を与えてアメリカン・ドリームを蘇らせることに成功している。『スーパーストリートファイターII』（以下『スパII』と表記）と『スーパーストリートファイターIIX』（以下『スパIIX』と表記）のエンディングでも同様の描写があり、世界一になった祝いに取り巻きの女性たちに酒をおごっている。また、キャラクターソングである『Bison's Dream』には「世界一になるのが夢」「俺の夢は皆に愛されるチャンピオンになること」という歌詞がある。ゲーム外の媒体によっては完全な悪役として描かれる場合もあれば、暴虐ながらも最低限の良心は持つ人物として描かれる場合もある。ゲームボーイアドバンス版の『スーパーストリートファイターII X リバイバル』のエンディングのみ「ベガを倒してシャドルーを乗っ取ったものの、彼がトップになった途端にシャドルーは崩壊し、バイソンはどん底生活へ逆戻りとなる」というものに変更されている。

## 人物
幼少期をスラム街で貧しい思いをして過ごした経験から、金銭への執着心が非常に強い。また、非常に気性が激しく好戦的な性格でプライドが高い。そのため、同じシャドルー四天王のバルログやサガット（後にシャドルーを脱退）とは険悪な関係にある。
金への執着心やベガの寝首を狙っている点から、『ストリートファイターZERO』以降のバーディーとキャラが被ると指摘されることがある。しかし『ZERO3』ではある程度の差別化は図られており、バーディーと共にサイコドライブを手に入れようとするが、ベガの入っていた機械がそれだと知らずにベガごと破壊してしまい、バーディーをも呆れさせてしまっている。
プロフィールの「好きなもの」に「女」を挙げているように、非常に下品で女好きな性格。特に美女には目がなく、『CAPCOM VS. SNK』シリーズでモリガンに勝利したときは下心のあるかのようなセリフを呟く。
劇場アニメ『ストリートファイターII MOVIE』で粗暴なキャラクター性が強調された設定で登場して以降、原作ゲームやクロスオーバー作品において「バイソンはパワーだけで知性と品性に欠ける」という描写が定着している。
『CAPCOM VS. SNK』シリーズではバルログからは「愚劣な猛牛」、さくらからは「殴る前と顔が変わらない」、マキからは「典型的な単細胞キャラ」と揶揄され、SNKサイドのライデン、ルガール・バーンシュタイン、バイスには声をかけても相手にされず、八神庵が「仲間など足手まとい」、二階堂紅丸が「自分の美顔が際立つ」と発言した途端に激怒するなど、両サイドの多くのキャラクターから器の狭い性格や人相の悪さを馬鹿にされている。また、警察官や刑事とは反りが合わないと明かされている（この時ばかりは相手が女性〈春麗〉であっても容赦がない）。
『CAPCOM VS. SNK 2』では麻宮アテナに対して「大会では思う存分、女子供を殴れる」という暴力性を見せる一方で、掛け合いではベガの影響で彼女のサイコパワーに恐れをなしている。同作のエンディングでは賞金受取書と勘違いして、災害復興基金の契約書にサインしてしまう。
『ストリートファイターIV』（以下『ストIV』と表記）では従来のコミカルな面は鳴りを潜め、金銭や報酬への執着の強さをそのままに凶暴性と残虐性がより強調されたキャラクターとなっており、勝利時のセリフは対戦相手を皮肉ったものが多いが、その一方でフェイロンやハカンからは勝利メッセージでチンピラ呼ばわりされている。エンディングではS.I.N社に取り残されて命乞いをする子供エドと出会い、最初は無視していたものの、そのエドの妖しい様子を見て「金になりそうだ」という理由で引き取る。
『ストリートファイターV』（以下『ストV』と表記）では成長したエドがストーリーモードに登場し、サイコパワーを使って物を触れずに動かすことができるほか、一度も「勘」が外れたことが無いという能力を見せる。『ストV』ではエドはバイソンと行動を共にしており、ゼネラルストーリーではバイソンが闘っている間に、エドが超能力（サイコパワー）で目当ての物を盗むという連携を見せる。
『ストV』のバイソンのストーリーモードではチェインズ計画を発案した新四天王のF.A.N.G（ファン）に不満を抱いていて、エドの提案で金目当てにユリアンにチェインズ計画の情報を売る。多額の報酬を払うが傲慢な態度のユリアンにエドは不満を抱き「またあんな感じの悪い奴の部下になるのか」と不平を言うが、バイソンは「金を貰えば用済み」と全てが済んだらユリアンを倒す予定でいる。
シャドルー崩壊後もエドと共に過ごしていたが、サイコパワーに支配される夢を見ているエドが黙って去ろうとしたのを制止し「まだ弱いヒヨっ子は黙って付いて来ればいい」と言って戦うが敗北する。その後すぐにエドを突き放した（エドと対戦した際の勝利コメントでは「また鍛えなおしてやってもいい」とも言っている）。
『ストV』のアーケードモードの初代『ストリートファイター』コースでは、かつて同一人物説が疑われた初代の敵キャラクター「マイク」の代役として登場する。ただしエンディングはバイソンとしてのもので、サガットを倒したところでカメラクルーが集まってくるがバイソンとは別人の「マイク」にインタビューを始めてしまうという夢を見た、という内容になっている。
『ストIII』の開発スタッフによると、『ストIII』シリーズに登場するボクサー・ダッドリーとは面識が無い設定だが、『スーパーストリートファイターIV』（以下『スパIV』と表記）においてダッドリーがプレイヤーキャラクターに追加されたことで、元チャンプであるバイソンと現チャンプであるダッドリーの戦いが実現した。作中では紳士的なボクサーであるダッドリーと、その正反対の性格であるバイソンが対比されており、互いに対抗意識を持っている様子が描かれている。
『ストリートファイター X 鉄拳』では『箱』を手に入れるため、ベガの命令によりバルログとタッグを組んで南極に向かう。互いに不満に抱きながらも『箱』の力に引かれ、あわよくば独占しようと考えている。
『Super Street Fighter II Turbo HD Remix』および『ウルトラストリートファイターII』のエンディングでは、ベガからの報酬金で贅沢な暮らしに慣れてしまっていたため、シャドルー崩壊後もその生活が止まることは無かったが、3か月で金が底をついた後は、再び頂点に立つため訓練を始めたことになっている。

## キャラクターの特徴
ボクサーなので蹴り技が存在しないが、ボクシングでは反則の肘打ち、頭突き、ローブロー、掌底打ちは使用する。飛び道具などの特殊な技は持たないものの、パンチのリーチが長く、一発の破壊力が大きい。足が速く、ジャンプが低いながら遅い。必殺技は「前方に走っていって殴る」というシンプルなものが多い。また、初登場作品である『ストII』（ノーマル）のみ、CPU専用の使用不可キャラクターであった。

### CPUキャラクターとして
マックスレベルのCPUのバイソンは、通常の操作では不可能な動き（タメ技であるはずのダッシュ攻撃を隙なく高速で連発する）を多く取り、一度食らうと全ての体力を一気に削られるハメ技を繰り出すという脅威もある。また、ほとんど溜めなしで「ターンパンチ」を出し、それなりに高い威力を持つ。

### 対戦キャラクターとして
『ストII』シリーズの『II'』と『II'ターボ』では以下の他のキャラクターにない特徴的な設定があった。
- 立ち中パンチと立ち強パンチの空振りの音が逆に設定されていた。
- ダウンして起きあがるアニメーションが表示されてから、実際に起きあがるまでの時間が長い。
- つかみ技の直後に相手を離した際、バイソンの方が先に動ける。
- 近距離立ち強パンチの威力が非常に小さい（『II'ターボ』）

パワー型キャラクターにしては足が速く、突進型の必殺技も備えており、機動力で相手を押し込むタイプ。だが、リーチの長い攻撃が打点の高いものに集中しているので、しゃがむだけで容易に避けられてしまい、長所を生かし切れない。また、ジャンプが低いので波動拳などの飛び道具を避けづらく、扱いの難しいキャラクターとなっている。その一方で、単発の攻撃力としては全キャラクター最大となる「ターンパンチ」、操作は非常に難しいが一気に試合を決めることのできる連続技などの要素もあった。
これらの傾向は、『スパIIX』で追加された必殺技によって激変する。「ダッシュグランドストレート」でローリスクに接近・攻撃できるようになり、スーパーコンボの性能が高いこともあいまって一躍上位キャラクターとして認知されるようになった。
『ストIV』では、各種ダッシュ系の必殺技をEX技として発動すると一度だけスーパーアーマー属性が付加され、突進中に相手のカウンターを受けて技を潰される危険性が少なくなった。これにより相手を攻め立てるのが容易になったほか、新システム「ウルトラコンボ」の突進力が高く、様々な状況から大ダメージが狙えるキャラクターになっている。また、比較的体力が多く、牽制技、突進技の性能が全体的に高いため、待ち攻めどちらの戦法でも動かすことができる強みがある。欠点としては、めくり技がなく、中段の地上技も一つしかないため相手のガードを崩す手段に欠けること、溜めキャラとしての性質上やジャンプの低さ、ほぼ突進技しか持っていないことなどがネックになり動きの幅が出しにくいことが挙げられる。
『ウルトラストリートファイターIV』（以下『ウルIV』と表記）のオメガエディションでは「ダッシュストレート」と「ダッシュアッパー」と「ダッシュグランドスマッシュ」の移動距離が著しく短くなったが、発生が非常に速くなった。「ターンパンチ」のコマンドが強パンチボタンか強キックボタンとなったため、威力は下がったが「ターンパンチ」を溜めながらセービングアタックなどの攻撃も可能となった。また、セービングアタックが通常版よりも踏み込むように前進するようになりリーチが伸びた。
『ストV』では必殺技が従来より少なくなったが、飛び道具を回避できるVスキルやターゲットコンボ、「ダッシュストレート」や「ダッシュグランドアッパー」を連続で繰り出すVトリガーが追加され、今までよりもテクニカルであり、同時にパワー全開のファイトスタイルになった。

## 技の解説

### 通常技
作品によって若干差異はあるが、ここでは『ストII』シリーズでの技名称を掲載。『ダッシュ』からプレイヤーキャラクターとして使用可能になったが、キックボタンによる攻撃は以降の作品でも全てパンチ技となっている。
| 操作     | 立ち（遠距離） | 立ち（近距離）             | しゃがみ                                 | 垂直ジャンプ                                     | 斜めジャンプ                                     |
| -------- | -------------- | -------------------------- | ---------------------------------------- | ------------------------------------------------ | ------------------------------------------------ |
| 弱パンチ | ジャブ         | ジャブ                     | シットジャブ / ロージャブ(※)             | ハンマードロップ / ジャンピングストレート(※)     | ハンマードロップ                                 |
| 中パンチ | アッパー       | バッファローアッパー       | ローストレート                           | ジャンピングフック / ハンマースタンプ(※)         | ジャンピングフック                               |
| 強パンチ | ストレート     | バッファローストレート     | ライジングアッパー                       | ブーメランフック / ハンマープレス(※)             | ブーメランフック / ヘッドクラッシュストレート(※) |
| 弱キック | エルボー       | エルボー                   | シットジャブ / ロージャブ(※)             | ハンマードロップ / ジャンピングストレート(※)     | ハンマードロップ / ジャンピングストレート(※)     |
| 中キック | ボディーブロー | バッファローボディーブロー | ローストレート / アンダーブロー(※)       | ジャンピングフック / ジャンピングブロー(※)       | ジャンピングフック / ジャンピングブロー(※)       |
| 強キック | ボディーブロー | バッファローフック         | レッグクラッシャー / アースクエイカー(※) | ブーメランフック / ヘッドクラッシュストレート(※) | ブーメランフック / ヘッドクラッシュストレート(※) |

※『スーパーストリートファイターII』『スーパーストリートファイターIIX』および『ハイパーストリートファイターII』でのSUPER、SUPERX仕様のみ

### Vシステム
バッファローヘッドバット
Vリバーサル。『ウルIV』以前の作品では必殺技。踏み込んで、飛び上がりながらの頭突きを繰り出す。
バッファローブレイク
Vシフトブレイク。

#### Vスキル
KKB [I]
横回転しながら前進する。移動中は飛び道具無敵で、回転中にパンチボタンかキックボタンで派生攻撃が発動できる。
「ダッシュストレート」などの技のヒット前にKKBを発動することも可能。
バッファロースウィング
回転しながら横にパンチを振る。空中の相手を長距離吹っ飛ばす性能を持つ。
バッファロープレッシャー
回転しながら、上から下にパンチを振る。『ストIV』の「ダッシュスウィングブロー」と似た性能を持ち、しゃがみガード不能。空中の相手にヒットすると真下に撃ち落とす。
FFB [II]
激しいダッキングとウィービングで身体を振り力を溜め、次に出す「ダッシュストレート」および「チャージングバッファロー」の性能を一度だけ強化する。効果は技を出さない限り継続する。

#### Vトリガー
クレイジーラッシュ[I]
必殺技のヒット後に「チャージングバッファロー」「バースティングバッファロー」に派生する。
ノーマーシー[II]
掴み技「B3」が使用可能になる。

### 投げ技
ヘッドボマー
『II'』で追加された技。相手に掴み掛かり、ヘッドバットを連発する投げ技。ボタン連打により威力が上昇し、すばやい連打を行えば大ダメージを与えることができる。『スパII』からはヒットするたびに「ウェイ!」と叫ぶ。『ストIV』以降は3連続で終わらせる。
キスユアグレイブ
『CAPCOM VS. SNK』で追加された技。相手を持ちあげて地面に投げつける。
レバーブレイク
これも『CAPCOM VS. SNK』で追加された技。相手に掴み掛かり、ボディーブローを放つ。
『ストIV』シリーズでは回しながら引っ張り、後方に殴り飛ばす。
ダーティーボマー
『ストV』で使用する前方投げ。腹部に拳を打ち込んで、逆の腕で殴り飛ばす。
ダーティーショット
『ストV』で使用する後方投げ。相手を引っ張り、振りかぶって肘打ちで相手を吹っ飛ばす。

### 特殊技
ハンマープレス
『スパII』から加わった垂直ジャンプ強パンチだが、『スパII X』からは技中にレバーを前または後ろに入れることでその方向に移動しつつ技を出せるようになった。『ハイパーストリートファイターII』（以下『ハパII』と表記）でのSUPERX仕様でも使用可能。
チャージアップ
『ウルIV』のオメガエディションで実装された技。振り向きながら後退する。振り向き中は飛び道具無敵。弾速の遅い飛び道具は振り向き終了の瞬間でもガードが可能。
ターゲットコンボ
近距離中キック→遠距離中キック→強キックの連撃。『ウルIV』オメガエディションで追加された、バイソンでは初めてのターゲットコンボ。最後は相手を吹っ飛ばす。最後の強キックはボタンホールドでチャージアップにできる。
アンダーインパクト
弱キック→中キック→強キックの連撃。最後は相手を吹っ飛ばす。
ストンピングコンボ
しゃがみ中キックがヒットすると、相手の足を踏む。技後は連続技に組み込むこともできず相手をダウンさせられない。基本的には、Vトリガーを発動させるために使われる。
ハードスマッシャー
中キック→中パンチ→バッファロースマッシャーの連撃。Vスキル[I]の「KKB」を選択した時のみ使用可能。
ハードプレッシャー
中キック→中パンチ→バッファロープレッシャーの連撃。Vスキル[I]の「KKB」を選択した時のみ使用可能。
OTB
中キック→中パンチの連撃から「FFB」を繰り出す。Vスキル[II]の「FFB」を選択した時のみ使用可能。

### 必殺技
ダッシュストレート、ダッシュアッパー
前方に突進しながらストレートパンチ、アッパーカットをそれぞれ繰り出す。『ストV』のみ「ダッシュアッパー」は使用しない。
「ストレート」は前方正面にパンチを放つスタンダードな性能。「アッパー」はそれよりも高い位置に攻撃を繰り出すため、上方向への判定が強い反面、逆に下方向や低い位置への判定は薄い。
『II'ターボ』までは風を切るような音が鳴るだけだが、『スパII』からは「オアー!」と叫び声を上げる。溜め時間は「ダッシュアッパー」の方が短い。
「ダッシュアッパー」の出掛かり（突進移動中）のモーションが『II'ターボ』以前と『スパII』以降で異なっている。『ハパII』においても同様で『II'ターボ』以前と『スパII』以降でそれぞれ異なる。
『ストIV』では、腕を振りかぶりつつ飛び掛るように突進する。EX技として発動するとどちらも一度だけスーパーアーマー属性が付加される。
『ウルIV』オメガエディションの「ダッシュストレート」は突進の勢いが少なく攻撃の直前に一瞬振りかぶる動作に変化した。
ストレート、アッパー共に全て通常の弱よりも突進距離が短く、弱中強でパンチまでの発生が遅くなる。EX版はどちらもスーパーアーマー属性が削除されたが発生が非常に早くなった。
オメガエディション限定で「ダッシュアッパー」→「ダッシュアッパー」のコンボが可能で、カウンターヒット時は相手を高く吹っ飛ばす。
『ストV』の「ダッシュストレート」はしゃがんでいる相手にも安定してヒットする。EX版はストレートの後に逆の腕でもう一度放つストレートを2段技。また、Vスキル[II]の「FFB」使用後はコマンドの溜め入力が必要なくなり威力とリーチが強化されるほか、ヒット後は弱の「ダッシュストレート」で追撃可能。
ギガトンブロー
『ウルIV』のオメガエディションで使用する「ダッシュストレート」のEX版。3ヒットの「ダッシュストレート」の後、近距離中パンチで相手を大きく浮かせ、振り向いた後に強烈なコークスクリュー・ブローを繰り出しながら突進する。
スーパーコンボゲージを全て消費するが、「クレイジーバッファロー」のダメージが100とすると「ギガトンブロー」は120となっており、スーパーコンボよりも威力が高い。
ダッシュグランドストレート、ダッシュグランドアッパー（ダッシュグランドスマッシュ）、ダッシュグランドブロー
『スパIIX』で追加。低い姿勢で突進しながら下段パンチ、一瞬しゃがんでのアッパーカットをそれぞれ繰り出す。
どちらも「ダッシュストレート」、「ダッシュアッパー」と比べると技の出が遅いが、ヒット時にダウンを奪うことができる上にしゃがんでいる相手にも当たる。これらの技の登場で「しゃがんでいる相手に攻撃が当たらない」という、往年のバイソンの弱点は解消された。
「ダッシュグランドアッパー」は『ストIV』ではしゃがみこんで斜め上にストレートパンチを放つ動作に変化し、名称も「ダッシュグランドスマッシュ」となった。
この技も『ストIV』において、EX技として発動するとどちらも一度だけスーパーアーマー属性が付加される。
『ウルIV』オメガエディションのダッシュグランドスマッシュは突進動作がなく、単に身をかがめて斜め上にストレートを打ち込む動作に性能が変化した。
『ストV』では「ダッシュグランドストレート」は「ダッシュグランドブロー」になり、相手の足を払うように下段でパンチを横に振る。
ダッシュスウィングブロー
『ストIV』から実装された新技。「ダッシュグランドストレート」から派生する中段技。「ダッシュグランドストレート」の体勢で突進した後、大きく振りかぶって拳を地面に叩きつける。この技も『ストIV』では、EX技として発動すると一度だけスーパーアーマー属性が付加される。
『ウルIV』オメガエディションではボタンの強弱に関係なく拳を振り降ろすスピードが速く、EX版は拳を地面に叩きつけた衝撃でもダメージを与える。
チャージングバッファロー / バースティングバッファロー
『ストV』のVトリガー[I]発動中に使用できる必殺技。必殺技のヒット後に、ダッシュストレートまたはダッシュグランドスマッシュの動作で追撃する。
連続で4回、EX版は2回まで交互の腕で繰り出す。
ターンパンチ
相手に背を見せ、振り向きの反動で強烈なストレートパンチを繰り出す。パンチボタンまたはキックボタン3つをしばらく押して溜め（『ウルIV』のオメガエディションでは強パンチまたは強キック）、ボタンを放すと発動するという変則的なコマンド（つまりホールドボタン技）で、溜め時間によって威力と隙の大きさが変動する（発動時に溜めた段階に応じた数字を叫ぶ）。極限まで溜めた「ファイナルターンパンチ」は多くのシリーズで全キャラクター中最高の威力を誇るが、最低でも数十秒間ボタンを押し続けなければならない上に隙も大きい。『II'ターボ』と『ハパII』でのTURBO仕様、初代『CAPCOM VS. SNK』のEXTRA仕様、『ストIV』シリーズでは、振り向き時に無敵時間が存在するようになり、対飛び道具対策にもなった。
『II'』では溜め時間が長いほど攻撃力は8段階に上がり、"ファイナル"がヒットした時には相手の体力の3分の2を奪う威力を持つ。ファイナルターンパンチを撃つまでには70秒以上の溜めが必要。
『ウルIV』オメガエディションでは強パンチボタンか強キックボタンのみで溜められるようになったため「ターンパンチ」をためつつセービングアタックが使えるようになった。5段階までしか溜められない反面、通常よりも無敵時間が長い。
『ストV』ではストレートではなく、大振りで拳を振り下ろす。また『ストV』では最大まで溜めてヒットさせると相手は壁で跳ね返る。
CPU専用キャラクターであった初代『ストリートファイターII』では、背を向けた体勢で力を溜めてからパンチを放つという技であった。『II'』と『II'ターボ』のスタッフロールでもこのタイプの「ターンパンチ」を使用している。
EXターンパンチ
『ウルIV』のオメガエディションで使用する。パンチボタンで溜めた場合、キックボタンを押し続けて同時に離すことで発動する。
通常の最大ターンパンチよりも威力は低いが、それでも必殺技の中では最大威力で動作も非常に速い。技中は発生から完全無敵状態となる。
バッファローヘッドバット
『スパII』で追加。斜め上に飛び上がりつつ頭突きを喰らわす。対空技のほか、飛び道具を抜ける手段にもなる。
『ストIV』では「バッファローヘッド」に改名されている。『ウルIV』のEX版はコマンド成立の瞬間にアーマー属性が付く。
『ウルIV』のオメガエディションのEX版は、潜り込むように前進してから飛び上がる。「昇龍拳」のように相手の連撃に割り込みで使いやすい。
『ストV』ではVリバーサルとして使用。
ホーンブレイカー
『ウルIV』のオメガエディションで実装された技。滑るように前進して相手をつかむ投げ技。相手を掴むと相手の顔をフックで殴り、膝崩れダウンした相手の頭を挟むように両腕で殴り、最後に回し肘打ちで吹っ飛ばす。EX版は技の最後に「カモーン！」と挑発をする。ボタンの強弱で移動距離が変化し、EX版は最大で強と同じ距離を移動し、相手に触れた瞬間に掴む発生の速さとなる。
B3
『ストV』のVトリガー[II]発動中に使用できる掴み技。相手を掴むと頭突き、2連続のボディブロー、大振りのフックの連撃を繰り出す。
コマンドが強PKで、スタン値も高めと非常に優秀な必殺技。
スクリュースマッシュ
『ストV』で追加された浮かせ技。身をかがめて腕を振り上げる。EX版は下段以外の攻撃を一度だけ攻撃を受け流すことができる。
ワイルドスマッシュ
『SNK VS. CAPCOM SVC CHAOS』（以下『SVC CHAOS』と表記）での新技。片脚を踏み出して伸び上がりながらのアッパーカットで、強で出せば浮かせ技になる。
リフレクトグローブ
『ストリートファイター ザ・ムービー』での技。相手の飛び道具攻撃を跳ね返す。

### スーパーコンボなど
クレイジーバッファロー
「ダッシュストレート」×4発→「ターンパンチ」を連続で繰り出す。ストレートの部分はボタン操作で「ダッシュアッパー」に変更可能。ストレートの1発目は全身無敵のうえに突進の距離も長いので、飛び道具を見てからそれをすり抜けつつ攻撃できる。
『ウルIV』のオメガエディションではパンチのヒット時が滑らかな演出になっている。空中の相手には全段ヒットし辛いこの技だがオメガエディションでは動きが滑らかなことに加え、相手をあまり高く飛ばさない、さらに最後の「ターンパンチ」の発生がかなり遅くなっているため非常に全段ヒットがしやすくなっている。4段目はストレート、アッパー限らず相手を浮かせ、それに合わせて「ターンパンチ」の発生が遅くなっている。
ギガトンブロー
LV3専用。「ターンパンチ」を改良したような技で、振り向いた後に強烈なコークスクリュー・ブローを繰り出しながら突進する。威力は高いが『ZERO3』では出が遅く、無敵や時間停止もないため潰されやすかった。『CAPCOM VS. SNK』シリーズではこれらの弱点は改善されている。
『ウルIV』のオメガエディションではEXゲージ全てを消費する「EXダッシュストレート」となり、威力はスーパーコンボの「クレイジーバッファロー」を上回る。
『ストV』ではクリティカルアーツで使用。筋肉を脹れあがらせた腕で、強力なコークスクリュー・ブローで突進する。以前までとは違い、振り向き動作が無く1ヒットのみ。
アルティメットスマッシュ
『SVC CHAOS』のEXCEED。動作自体は「ワイルドスマッシュ」と同一だが、高威力で相手が派手に吹っ飛ぶ。
ダッシュグランドワンツー
『ストリートファイター ザ・ムービー』でのスーパーコンボ。ストレートを連続で繰り出してから、しゃがみパンチを連続で繰り出し、アッパーで相手を飛ばす。

### ウルトラコンボ
UC1 - バイオレンスバッファロー
『ストIV』におけるウルトラコンボで、『スパIV』でのウルトラコンボI。「クレイジーバッファロー」の強化版。モーションや技の性質は「クレイジーバッファロー」とほぼ同じだが、威力が大幅に上昇している。また、パンチに竜巻のようなエフェクトが付加され、フィニッシュのアッパーがヒットすると相手が錐もみ状態で吹っ飛ぶなど、コークスクリューブローのようなパンチに回転を加える演出が加わっている。『ウルIV』ではフィニッシュにストレートが追加されている。威力はアッパーより劣るがガードされた際、ストレートの方が技後に相手との距離が長くなるため相手の必殺技やウルトラコンボによる反撃が当たりづらいメリットがある。
『ウルIV』のオメガエディションではフィニッシュのストレートは無くなった。ヒットのタイミングが重い演出に変化している。
なお、技の発生の瞬間にアーマー属性が付く。
UC2 - ダーティーブル
『スパIV』で追加されたウルトラコンボII。まず相手の頭を両手でつかんでからのヘッドバット、次に仰け反る相手の足を踏みつけてその場に固定、さらに相手の顔面に肘打ちを叩き込んで荒々しく殴り倒すという三連攻撃をお見舞いする。技後にバイソンは両手を軽く上げながら笑い声を上げ、相手をあざける動作を取る。
なお、これらの動作はホールディング、バッティングと呼ばれ、本来ボクシングの試合で意図的に行うのは全て反則行為である。
バイソンに初めて実装されたコマンド投げ技であり、威力はそれほど高くないものの、ヒット時は相手の気絶値を大幅に増加させる効果を持つ。気絶した相手はその後の攻撃を回避できなくなるため、バイソン側に有利な状況を作り出すことができる。

## 他のメディアでのバイソン
劇場アニメ『ストリートファイターII MOVIE』の劇中ではパーティーにて、ゲームでは見られないタキシード姿で取引相手と交渉しているシーンがある。劇中の終盤ではエドモンド本田と戦うが、もみ合いになり抱き合ったまま崖から落下してしまう。
TVアニメ『ストリートファイターII V』ではFBIへのスパイという頭脳派キャラクターに設定されている。パーティーに出席して表舞台に滅多に姿を現さないベガと交渉相手の橋渡し的な役割をしていたり、キャミィに抵抗する間もなく一方的にやられてしまうなど、ゲームとはかなりキャラクター性が異なる。後期オープニング映像ではゲームと同じ格好をしている。
1992年に発売されたドラマCD『ストリートファイターII 復讐の戦士』では囚われたナッシュに対し、彼なりの情けをかけたり、新型麻薬によって狂った彼が正気に戻るように祈り続け、その死に涙を流してベガを悪魔呼ばわりするなど、根っからの悪党ではなく、気弱で自らの良心に苦しむ描写がある。また真っ当なボクサーとしてありたいというプライドから麻薬に関心が無いことや､自分がチャンピオンになって黒人社会に夢を与えるという自分のアメリカンドリームについて語る。シャドルーに入ったのも自分の意思ではなく、プロモーターがシャドルーの回し者だったからであり、本人は夢のためにしかたなくシャドルーに居るだけであった。
1993年から1996年に『コロコロコミック』にて掲載されていた漫画『ストII爆笑!!4コマギャグ外伝』では、飛び道具や炎の技がない地味なファイターであることに悩んでおり、その点をしばしばギャグ化された他、自身とは対照的に美形でモテるバルログを羨んでいる。魚が嫌いであるため、ピラルクやピラニアのいるブランカのステージをひどく嫌っている様子も描かれた。また両腕に常にグローブを装着しているので、ジャンケンで負けたりスイッチをまともに押せないなど日常生活において様々な不自由を余儀なくされている。ゲームの設定では他の四天王と仲が悪いが、本作ではそのような描写はない。
1994年の実写映画『ストリートファイター』ではシャドルー所属の悪人ではない。この作品ではバイソン将軍（ベガ）によってボクシング界を追われた元ボクサーとして、同じくバイソン将軍によって相撲界を追われた元力士のエドモンド本田と一緒にバイソン将軍暗殺とバイソン軍壊滅のためにテレビレポーターに扮する春麗に協力し、TVクルーに扮する。役名は欧米版のゲームと同じ「バルログ」。
1997年の漫画『さくらがんばる!』では香港の地下闘技場の選手として登場し、ダンを叩きのめすが、潜入捜査していた春麗の百裂脚により倒される。ゲームの設定では四天王の一員だが、本作の立場はシャドルー配下の組織のメンバーである。
1998年のドラマCD『ストリートファイターZERO3 ドラマアルバム』では根っからの悪人として描かれており、リュウと神月かりんを痛めつける。しかし、足元が弱点と見破られて敗北する。
2009年の実写映画『ストリートファイター ザ・レジェンド・オブ・チュンリー』ではゲームと同様にシャドルーの幹部として登場する。演者はマイケル・クラーク・ダンカン。

## その他
- 『II'ターボ』までのバイソンの声は実況のボイスが流用されていた（「ターンパンチ」のカウント、コンティニュー時のセリフ）。ただし、『ハパII』での『II'ターボ』以前のバイソンのコンティニューの声はザンギエフやベガと同じ声に変更されている。
- 名前に略字が使われているエドモンド本田（E.HONDA）やサンダー・ホーク（T.HAWK）はそれぞれ「イー・ホンダ」「ティー・ホーク」とアナウンスされるが、バイソンの場合は「M」は読み上げられず、そのまま「バイソン」とアナウンスされる。
- デフォルトカラーが水色から青に変更された『スパIIX』では、選択後に隠しコマンド入力で『スパII』バージョンの水色カラーが使用できる。『ストIV』では逆にデフォルトカラーが水色に戻っており、『スパIIX』風の青カラー（グローブも同様にピンク）が選択できる。
- 『II'ターボ』では2Pカラーが前作の『II'』からほとんど変更されていない。そのため、『スパII』以降の強パンチカラー（『II'ターボ』仕様カラー）は肌の色がかなり黒くなっていたり、グローブの色が緑になるなど大幅に変更されている。なお『ハパII』でのTURBO仕様の1Pカラーと、SUPERX仕様の強パンチカラーもそれぞれ当時と同じ配色になるが、これらのカラー同士での対戦は不可能となっている。
- ゲーム本編でグローブを外した姿は『II'ターボ』までのバストアップの他、『スパII』以降の『ストII』シリーズのエンディングや『ストV』のストーリーモードで見られる。
- スーパーファミコン版『ストII』シリーズのバイソンステージの背景中央にいる帽子をかぶった人物は、作品を追うごとに動きが微妙に異なっている。初代『ストII』ではアッパー、『ストリートファイターIIターボ』は反転、『スパII』ではストレートのポーズをとる。
- ゲームボーイアドバンス作品『スーパーストリートファイターII X リバイバル』のホームステージは『ZERO3』のデザインになっている。
- 『モンスターストライク』では通常と進化時の属性は「水」設定である[11]。
- 『ストリートファイターV アーケードエディション』（以下『ストV AE』と表記）では、期間限定の追加コスチューム「マイク風バイソン」として初代『ストリートファイター』に登場したマイクの格好をした姿もエクストラバトルの報酬として登場した（「メナトの気まぐれ占い」にて2018年10月15日まで配信）。

## 主な登場作品
- ストリートファイターIIシリーズ（『II'〈ダッシュ〉』以降はプレイヤーキャラクターとして使用可能）
- ストリートファイターZERO3
- ストリートファイターIVシリーズ
- ストリートファイターV[12]
- CAPCOM VS. SNK全シリーズ
- SNK VS. CAPCOM 激突カードファイターズ全シリーズ（トレーディングカードゲーム版も含む）
- SNK VS. CAPCOM SVC CHAOS
- ストリートファイター X 鉄拳
- モンスターストライク[13]※特定イベント限定[11]
- Street Fighter X Mega Man

## 担当声優
格闘ゲームでの担当声優
- 山寺宏一（『ストリートファイターZERO3』、『CAPCOM VS. SNK』シリーズ）
- 長代聡之介（『SVC CHAOS』）
- 鶴岡聡（『ストリートファイターIV』以降の関連作品）

その他の関連作品での担当声優
- 中田譲治（アニメ映画『ストリートファイターII MOVIE』）
- 郷里大輔（ドラマCD『ストリートファイターII 復讐の戦士』）
- 西村知道（TVアニメ『ストリートファイターII V』）
- 檜山修之（『ストリートファイター ZERO3 ドラマアルバム』）
- 福田信昭（実写映画『ストリートファイター』ソフト版）
- 辻親八（実写映画『ストリートファイター』テレビ版）
- 千原せいじ（実写映画『映画ストリートファイター ザ・レジェンド・オブ・チュンリー』日本語吹き替え）